# بفروئية
بفروئية هي مدينة في مقاطعة ميبد، في محافظة يزد، إيران. عدد سكان هذه المدينة هو 6,939 في سنة 2016.